# オルタナティヴ・ソングス
オルタナティヴ・ソングス(Alternative Songs、以前の呼称はモダン・ロック・トラックス、またはホット・モダン・ロック・トラックス)とは、1988年9月10日よりビルボードに掲載されている音楽チャートのことである。ラジオ放送局で最も放送されたオルタナティヴ・ロックの楽曲トップ40曲をリストしている。
ラジオの録音放送のみを基にニールセン・ブロードキャスト・データ・システムを用いて、約80のラジオ放送局が24時間モニタリングを行い、1週間ごとに多く放送された楽曲順に作成されている。
モダン・ロック・トラックス初掲載後の数年間は多くのポストパンクバンドや電子音楽といったアンダーグラウンド系のアーティストがチャートインし、最初にナンバーワンを獲得したのはスージー・アンド・ザ・バンシーズが1988年7月にリリースした「Peek-a-Boo」だった。1990年代に入り、グランジが世界的な流行となりオルタナティヴ・ロックが市民権を得ると、ビルボード上位にチャートインを果たすバンドもモダン・ロック・トラックスに入るようになっていった。
2009年にビルボードはRadio & Records誌を吸収合併した。同誌が発行していた音楽チャートであるModern Rockと名前が酷似していたため、同年6月20日以降からはオルタナティヴ・ソングスと名称を改めた。